# Sverige i olympiska vinterspelen 2022
Sverige deltog i de olympiska vinterspelen 2022 i Peking i Kina med en trupp på 116 tävlande, 54 damer och 62 herrar, fördelad på 11 sporter.
Fanbärare för den svenska truppen under invigningen på Pekings Nationalstadion var ishockeyspelaren Emma Nordin och freeskiåkaren Oliwer Magnusson.
Sveriges deltagande i dessa vinterspel är Sveriges bästa vinter-OS någonsin. Man slog nytt rekord i antalet guldmedaljer, 8 stycken samt antalet totala medaljer, 18 stycken och slutade på en femteplats i medaljligan.

## Medaljörer
| Medalj | Namn                                                                          | Sport                         | Gren                      | Datum       |
| ------ | ----------------------------------------------------------------------------- | ----------------------------- | ------------------------- | ----------- |
| Guld   | Walter Wallberg                                                               | Freestyle                     | Herrarnas puckelpist      | 5 februari  |
| Guld   | Nils van der Poel                                                             | Hastighetsåkning på skridskor | Herrarnas 5 000 meter     | 6 februari  |
| Guld   | Sara Hector                                                                   | Alpin skidåkning              | Damernas storslalom       | 7 februari  |
| Guld   | Jonna Sundling                                                                | Längdskidåkning               | Damernas sprint           | 8 februari  |
| Guld   | Nils van der Poel                                                             | Hastighetsåkning på skridskor | Herrarnas 10 000 meter    | 11 februari |
| Guld   | Linn Persson Mona Brorsson Hanna Öberg Elvira Öberg                           | Skidskytte                    | Damernas stafett          | 16 februari |
| Guld   | Sandra Näslund                                                                | Freestyle                     | Damernas skicross         | 17 februari |
| Guld   | Niklas Edin Oskar Eriksson Rasmus Wranå Christoffer Sundgren Daniel Magnusson | Curling                       | Herrarnas turnering       | 19 februari |
| Silver | Maja Dahlqvist                                                                | Längdskidåkning               | Damernas sprint           | 8 februari  |
| Silver | Elvira Öberg                                                                  | Skidskytte                    | Damernas sprint           | 11 februari |
| Silver | Elvira Öberg                                                                  | Skidskytte                    | Damernas jaktstart        | 13 februari |
| Silver | Maja Dahlqvist Jonna Sundling                                                 | Längdskidåkning               | Damernas sprintstafett    | 16 februari |
| Silver | Martin Ponsiluoma                                                             | Skidskytte                    | Herrarnas masstart        | 18 februari |
| Brons  | Oskar Eriksson Almida de Val                                                  | Curling                       | Mix-dubbel                | 8 februari  |
| Brons  | Henrik Harlaut                                                                | Freestyle                     | Herrarnas big air         | 9 februari  |
| Brons  | Maja Dahlqvist Ebba Andersson Frida Karlsson Jonna Sundling                   | Längdskidåkning               | Damernas 4 × 5 km stafett | 12 februari |
| Brons  | Jesper Tjäder                                                                 | Freestyle                     | Herrarnas slopestyle      | 16 februari |
| Brons  | Anna Hasselborg Sara McManus Agnes Knochenhauer Sofia Mabergs Johanna Heldin  | Curling                       | Damernas turnering        | 19 februari |

## Alpin skidåkning
Sveriges Olympiska Kommitté tog ut Hanna Aronsson Elfman, Elsa Fermbäck, Kristoffer Jakobsen, Sara Hector, Hilma Lövblom, Mattias Rönngren, Anna Swenn-Larsson och Charlotta Säfvenberg att tävla i alpin skidåkning.
Herrar
| Idrottare           | Gren       | Åk 1    | Åk 1      | Åk 2             | Åk 2             | Totalt           | Totalt           |
| Idrottare           | Gren       | Tid     | Placering | Tid              | Placering        | Tid              | Placering        |
| ------------------- | ---------- | ------- | --------- | ---------------- | ---------------- | ---------------- | ---------------- |
| Kristoffer Jakobsen | Slalom     | DNF     | DNF       | Gick inte vidare | Gick inte vidare | Gick inte vidare | Gick inte vidare |
| Mattias Rönngren    | Storslalom | 1.04,48 | 13        | DNF              | DNF              | DNF              | DNF              |

Damer
| Idrottare             | Gren       | Åk 1    | Åk 1      | Åk 2  | Åk 2      | Totalt  | Totalt    |
| Idrottare             | Gren       | Tid     | Placering | Tid   | Placering | Tid     | Placering |
| --------------------- | ---------- | ------- | --------- | ----- | --------- | ------- | --------- |
| Hanna Aronsson Elfman | Storslalom | 1.00,19 | 22        | DNF   | DNF       | DNF     | DNF       |
| Elsa Fermbäck         | Slalom     | 55,26   | 28        | 54,07 | 27        | 1.49,33 | 28        |
| Sara Hector           | Storslalom | 57,56   | 1         | 58,13 | 8         | 1.55,69 | 1         |
| Sara Hector           | Slalom     | 52,29   | 3         | DNF   | DNF       | DNF     | DNF       |
| Hilma Lövblom         | Storslalom | 1.01,18 | 27        | DNF   | DNF       | DNF     | DNF       |
| Anna Swenn-Larsson    | Slalom     | 53,44   | 11        | 52,87 | 6         | 1.46,31 | 9         |
| Charlotta Säfvenberg  | Slalom     | 55,25   | 27        | 53,45 | 21        | 1.48,70 | 24        |

Mix
| Idrottare                                                                | Gren       | Åttondelsfinal       | Kvartsfinal          | Semifinal            | Final                | Final     |
| Idrottare                                                                | Gren       | Motståndare Resultat | Motståndare Resultat | Motståndare Resultat | Motståndare Resultat | Placering |
| ------------------------------------------------------------------------ | ---------- | -------------------- | -------------------- | -------------------- | -------------------- | --------- |
| Hilma Lövblom Kristoffer Jakobsen Mattias Rönngren Hanna Aronsson Elfman | Lagtävling | Tyskland F 1–3       | Gick inte vidare     | Gick inte vidare     | Gick inte vidare     | 13        |

## Backhoppning
Sverige hade kvalificerat en idrottare i backhoppningen. Sveriges Olympiska Kommitté tog ut Frida Westman. Hon blev den första kvinnliga backhopparen att tävla för Sverige i OS samt den första backhopparen att tävla för Sverige i OS sedan 1994.
| Idrottare     | Gren                 | Första omgången | Första omgången | Första omgången | Slutlig omgång | Slutlig omgång | Slutlig omgång | Totalt | Totalt    |
| Idrottare     | Gren                 | Distans         | Poäng           | Placering       | Distans        | Poäng          | Placering      | Poäng  | Placering |
| ------------- | -------------------- | --------------- | --------------- | --------------- | -------------- | -------------- | -------------- | ------ | --------- |
| Frida Westman | Damernas normalbacke | 87              | 80,9            | 21 0Q0          | 90             | 94,6           | 10             | 175,5  | 16        |

## Curling
Sammanfattning
| Lag                                                                           | Gren                | Gruppspel            | Gruppspel            | Gruppspel            | Gruppspel            | Gruppspel            | Gruppspel            | Gruppspel            | Gruppspel            | Gruppspel            | Gruppspel | Semifinal              | Final / BM           | Final / BM |
| Lag                                                                           | Gren                | Motståndare Resultat | Motståndare Resultat | Motståndare Resultat | Motståndare Resultat | Motståndare Resultat | Motståndare Resultat | Motståndare Resultat | Motståndare Resultat | Motståndare Resultat | Placering | Motståndare Resultat   | Motståndare Resultat | Placering  |
| ----------------------------------------------------------------------------- | ------------------- | -------------------- | -------------------- | -------------------- | -------------------- | -------------------- | -------------------- | -------------------- | -------------------- | -------------------- | --------- | ---------------------- | -------------------- | ---------- |
| Niklas Edin Oskar Eriksson Rasmus Wranå Christoffer Sundgren Daniel Magnusson | Herrarnas turnering | Kina V 6–4           | USA V 7–4            | Italien V 9–3        | Kanada V 7–4         | Norge V 6–4          | ROC V 7–5            | Danmark V 8–3        | Storbritannien F 6–7 | Schweiz F 8–10       | 2 Q       | Kanada V 5–3           | Storbritannien V 5–4 | Guld       |
| Anna Hasselborg Sara McManus Agnes Knochenhauer Sofia Mabergs Johanna Heldin  | Damernas turnering  | Japan V 8–5          | Storbritannien F 2–8 | Kanada V 7–6         | Kina F 6–9           | USA V 10–4           | Schweiz V 6–5        | Danmark V 9–3        | ROC V 8–5            | Sydkorea V 8–4       | 2 Q       | Storbritannien F 11–12 | Schweiz V 9–7        | Brons      |
| Almida de Val Oskar Eriksson                                                  | Mix-dubbel          | Storbritannien F 5–9 | Tjeckien V 7–4       | Kina V 7–6           | Australien V 7–6     | USA F 7–8            | Schweiz V 6–1        | Kanada V 6–2         | Norge F 2–6          | Italien F 8–12       | 4 Q       | Italien F 1–8          | Storbritannien V 9–3 | Brons      |

### Herrarnas turnering
Sverige kvalificerade ett herrlag (fem idrottare) efter att ha slutat topp sex i Världsmästerskapet i curling för herrar 2021. Den 4 juni 2021 meddelade Sveriges Olympiska Kommitté att de valt lag Niklas Edin att representera Sverige i OS.

### Damernas turnering
Sverige kvalificerade ett damlag (fem idrottare) efter att ha slutat topp sex i Världsmästerskapet i curling för damer 2021. Den 4 juni 2021 meddelade Sveriges Olympiska Kommitté att de valt lag Anna Hasselborg att representera Sverige i OS.

### Mix-dubbel
Sverige kvalificerade ett mixlag (två idrottare) efter att ha slutat topp sju i Världsmästerskapet i mixed-dubbelcurling 2021.  Den 4 juni 2021 meddelade Sveriges Olympiska Kommitté att de valt Almida de Val och Oskar Eriksson att representera Sverige i OS.

## Freestyle
Sveriges Olympiska Kommitté tog ut 14 idrottare i freestyle.
Freeski
| Idrottare        | Gren                 | Kval  | Kval  | Kval  | Kval     | Kval      | Final            | Final            | Final            | Final            | Final     |
| Idrottare        | Gren                 | Åk 1  | Åk 2  | Åk 3  | Resultat | Placering | Åk 1             | Åk 2             | Åk 3             | Resultat         | Placering |
| ---------------- | -------------------- | ----- | ----- | ----- | -------- | --------- | ---------------- | ---------------- | ---------------- | ---------------- | --------- |
| Hugo Burvall     | Herrarnas big air    | 47,25 | 55,25 | 46,00 | 101,25   | 24        | Gick inte vidare | Gick inte vidare | Gick inte vidare | Gick inte vidare | 24        |
| Hugo Burvall     | Herrarnas slopestyle | 33,40 | 28,58 | i.u.  | 33,40    | 28        | Gick inte vidare | Gick inte vidare | Gick inte vidare | Gick inte vidare | 28        |
| Henrik Harlaut   | Herrarnas big air    | 93,00 | 83,50 | 42,00 | 176,50   | 4 Q       | 86,00            | 90,00            | 91,00            | 181,00           | 3         |
| Henrik Harlaut   | Herrarnas slopestyle | 37,70 | 48,16 | i.u.  | 48,16    | 21        | Gick inte vidare | Gick inte vidare | Gick inte vidare | Gick inte vidare | 21        |
| Oliwer Magnusson | Herrarnas big air    | 88,00 | 89,25 | 84,00 | 177,25   | 3 Q       | 87,50            | 79,00            | 90,75            | 178,25           | 4         |
| Oliwer Magnusson | Herrarnas slopestyle | 73,46 | 39,16 | i.u.  | 73,46    | 12 Q      | 23,75            | 22,75            | 40,46            | 40,46            | 11        |
| Jesper Tjäder    | Herrarnas big air    | 34,75 | 91,75 | 78,25 | 170,00   | 12 Q      | 77,25            | 78,25            | 92,00            | 170,25           | 7         |
| Jesper Tjäder    | Herrarnas slopestyle | 59,15 | 79,38 | i.u.  | 79,38    | 4 Q       | 85,35            | 16,11            | 37,33            | 85,35            | 3         |

Puckelpist
| Idrottare         | Gren                 | Kval  | Kval  | Kval   | Kval      | Kval  | Kval  | Kval   | Kval      | Final            | Final            | Final            | Final            | Final            | Final            | Final            | Final            | Final            | Final            | Final            | Final     |
| Idrottare         | Gren                 | Åk 1  | Åk 1  | Åk 1   | Åk 1      | Åk 2  | Åk 2  | Åk 2   | Åk 2      | Åk 1             | Åk 1             | Åk 1             | Åk 1             | Åk 2             | Åk 2             | Åk 2             | Åk 2             | Åk 3             | Åk 3             | Åk 3             | Åk 3      |
| Idrottare         | Gren                 | Tid   | Poäng | Totalt | Placering | Tid   | Poäng | Totalt | Placering | Tid              | Poäng            | Totalt           | Placering        | Tid              | Poäng            | Totalt           | Placering        | Tid              | Poäng            | Totalt           | Placering |
| ----------------- | -------------------- | ----- | ----- | ------ | --------- | ----- | ----- | ------ | --------- | ---------------- | ---------------- | ---------------- | ---------------- | ---------------- | ---------------- | ---------------- | ---------------- | ---------------- | ---------------- | ---------------- | --------- |
| Felix Elofsson    | Herrarnas puckelpist | 25,18 | 14,80 | 73,24  | 19        | 25,24 | 14,72 | 78,87  | 1 Q       | 25,36            | 14,56            | 74,97            | 17               | Gick inte vidare | Gick inte vidare | Gick inte vidare | Gick inte vidare | Gick inte vidare | Gick inte vidare | Gick inte vidare | 17        |
| Oskar Elofsson    | Herrarnas puckelpist | 25,94 | 13,79 | 69,26  | 26        | 24,85 | 15,23 | 73,52  | 12        | Gick inte vidare | Gick inte vidare | Gick inte vidare | Gick inte vidare | Gick inte vidare | Gick inte vidare | Gick inte vidare | Gick inte vidare | Gick inte vidare | Gick inte vidare | Gick inte vidare | 22        |
| Ludvig Fjällström | Herrarnas puckelpist | 25,69 | 14,12 | 76,20  | 7 Q       | Bye   | Bye   | Bye    | Bye       | 24,85            | 15,23            | 75,37            | 15               | Gick inte vidare | Gick inte vidare | Gick inte vidare | Gick inte vidare | Gick inte vidare | Gick inte vidare | Gick inte vidare | 15        |
| Walter Wallberg   | Herrarnas puckelpist | 24,16 | 16,14 | 79,12  | 2 Q       | Bye   | Bye   | Bye    | Bye       | 23,63            | 16,84            | 78,05            | 4 Q              | 24,10            | 16,22            | 80,33            | 1 Q              | 23,70            | 16,75            | 83,23            | 1         |

Albin Holmgren var ursprungligen uttagen men utgick på grund av skada.
Skicross
| Idrottare        | Gren               | Seeding | Seeding   | Åttondelsfinal | Kvartsfinal      | Semifinal        | Final            | Final     |
| Idrottare        | Gren               | Tid     | Placering | Position       | Position         | Position         | Position         | Placering |
| ---------------- | ------------------ | ------- | --------- | -------------- | ---------------- | ---------------- | ---------------- | --------- |
| Viktor Andersson | Herrarnas skicross | 1.13,49 | 23        | 4              | Gick inte vidare | Gick inte vidare | Gick inte vidare | 27        |
| Elliott Baralo   | Herrarnas skicross | 1.13,82 | 28        | 4              | Gick inte vidare | Gick inte vidare | Gick inte vidare | 29        |
| David Mobärg     | Herrarnas skicross | 1.12,97 | 13        | 3              | Gick inte vidare | Gick inte vidare | Gick inte vidare | 19        |
| Erik Mobärg      | Herrarnas skicross | 1.13,01 | 14        | 1 Q            | 1 Q              | 1 FA             | 4                | 4         |
| Alexandra Edebo  | Damernas skicross  | 1.18,49 | 10        | 2 Q            | 4                | Gick inte vidare | Gick inte vidare | 13        |
| Sandra Näslund   | Damernas skicross  | 1.15,21 | 1         | 1 Q            | 1 Q              | 1 FA             | 1                | 1         |

## Hastighetsåkning på skridskor
Nils van der Poel kvalificerade sig för herrarnas 5 000 och 10 000 meter. I november 2021 blev han uttagen i truppen av Sveriges Olympiska Kommitté.
| Idrottare         | Gren               | Final             | Final     |
| Idrottare         | Gren               | Tid               | Placering |
| ----------------- | ------------------ | ----------------- | --------- |
| Nils van der Poel | Herrarnas 5 000 m  | 6.08,84 0OR0      | 1         |
| Nils van der Poel | Herrarnas 10 000 m | 12.30,74 0VR0 OR0 | 1         |

## Ishockey
Sammanfattning
| Lag                   | Gren                | Gruppspel            | Gruppspel            | Gruppspel            | Gruppspel            | Gruppspel | Playoff              | Kvartsfinal          | Semifinal            | Final / BM           | Final / BM |
| Lag                   | Gren                | Motståndare Resultat | Motståndare Resultat | Motståndare Resultat | Motståndare Resultat | Placering | Motståndare Resultat | Motståndare Resultat | Motståndare Resultat | Motståndare Resultat | Placering  |
| --------------------- | ------------------- | -------------------- | -------------------- | -------------------- | -------------------- | --------- | -------------------- | -------------------- | -------------------- | -------------------- | ---------- |
| Sveriges herrlandslag | Herrarnas turnering | Lettland · V 3–2     | Slovakien · V 4–1    | Finland · F 3–4 (ÖT) | i.u.                 | 2 Q       | bye                  | Kanada · V 2–0       | ROC · F 1–2 (str.)   | Slovakien · F 0–4    | 4          |
| Sveriges damlandslag  | Damernas turnering  | Japan · F 1–3        | Tjeckien · F 1–3     | Kina · V 2–1         | Danmark · V 3–1      | 3 Q       | i.u.                 | Kanada · F 0–11      | Gick inte vidare     | Gick inte vidare     | 8          |

### Herrarnas turnering
Sveriges herrlandslag i ishockey kvalificerade sig för OS efter att ha slutat 4:a på IIHF:s världsrankinglista 2019.
Spelartrupp
Truppen presenterades den 21 januari 2022.
Tränare: Johan Garpenlöv
| Nr | Position | Namn              | Längd  | Vikt  | Födelsedatum              | Lag                      |
| -- | -------- | ----------------- | ------ | ----- | ------------------------- | ------------------------ |
| 2  | B        | Christian Folin   | 191 cm | 93 kg | 9 februari 1991 (31 år)   | Frölunda HC              |
| 5  | B        | Oscar Fantenberg  | 184 cm | 93 kg | 7 oktober 1991 (30 år)    | SKA Sankt Petersburg     |
| 7  | B        | Henrik Tömmernes  | 186 cm | 84 kg | 28 augusti 1990 (31 år)   | Genève-Servette HC       |
| 8  | F        | Fredrik Olofsson  | 186 cm | 84 kg | 27 maj 1996 (25 år)       | IK Oskarshamn            |
| 12 | F        | Max Friberg       | 180 cm | 88 kg | 20 november 1992 (29 år)  | Frölunda HC              |
| 15 | F        | Gustav Rydahl     | 191 cm | 91 kg | 11 september 1994 (27 år) | Färjestad BK             |
| 16 | F        | Marcus Krüger     | 183 cm | 81 kg | 27 maj 1990 (31 år)       | Zürich                   |
| 18 | F        | Dennis Everberg   | 193 cm | 95 kg | 31 december 1991 (30 år)  | Rögle BK                 |
| 19 | F        | Pontus Holmberg   | 180 cm | 81 kg | 9 mars 1999 (22 år)       | Växjö Lakers             |
| 23 | F        | Lucas Wallmark    | 183 cm | 81 kg | 5 september 1995 (26 år)  | CSKA Moskva              |
| 27 | F        | Joakim Nordström  | 185 cm | 88 kg | 25 februari 1992 (29 år)  | CSKA Moskva              |
| 31 | MV       | Lars Johansson    | 185 cm | 90 kg | 11 juli 1987 (34 år)      | SKA Sankt Petersburg     |
| 32 | B        | Lukas Bengtsson   | 178 cm | 82 kg | 14 april 1994 (27 år)     | Dinamo Minsk             |
| 33 | B        | Linus Hultström   | 179 cm | 89 kg | 9 december 1992 (29 år)   | Metallurg Magnitogorsk   |
| 34 | F        | Daniel Brodin     | 186 cm | 85 kg | 9 februari 1990 (32 år)   | HC Fribourg-Gottéron     |
| 35 | MV       | Magnus Hellberg   | 197 cm | 95 kg | 4 april 1991 (30 år)      | HK Sotji                 |
| 39 | MV       | Adam Reideborn    | 184 cm | 81 kg | 18 januari 1992 (30 år)   | CSKA Moskva              |
| 48 | F        | Carl Klingberg    | 190 cm | 98 kg | 28 januari 1991 (31 år)   | EV Zug                   |
| 52 | B        | Philip Holm       | 186 cm | 86 kg | 8 december 1991 (30 år)   | Jokerit                  |
| 58 | F        | Anton Lander      | 182 cm | 87 kg | 24 april 1991 (30 år)     | EV Zug                   |
| 59 | F        | Linus Johansson   | 190 cm | 90 kg | 30 november 1992 (29 år)  | Färjestad BK             |
| 64 | B        | Jonathan Pudas    | 179 cm | 79 kg | 26 april 1993 (28 år)     | Skellefteå AIK           |
| 81 | B        | Theodor Lennström | 186 cm | 86 kg | 8 augusti 1994 (27 år)    | Torpedo Nizjnij Novgorod |
| 86 | F        | Mathias Bromé     | 182 cm | 83 kg | 29 juli 1994 (27 år)      | HC Davos                 |
| 95 | F        | Jacob de la Rose  | 189 cm | 95 kg | 20 maj 1995 (26 år)       | Färjestad BK             |

Gruppspel
| Nr | Lag       | S | V | ÖV | ÖF | F | GM | IM | MS | P |
| -- | --------- | - | - | -- | -- | - | -- | -- | -- | - |
| 1  | Finland   | 3 | 2 | 1  | 0  | 0 | 13 | 6  | +7 | 8 |
| 2  | Sverige   | 3 | 2 | 0  | 1  | 0 | 10 | 7  | +3 | 7 |
| 3  | Slovakien | 3 | 1 | 0  | 0  | 2 | 8  | 12 | −4 | 3 |
| 4  | Lettland  | 3 | 0 | 0  | 0  | 3 | 5  | 11 | −6 | 0 |

|             | 10 februari 2022 | Sverige                                                            | 3 – 2                     | Lettland                                                | Pekings Nationella inomhusstadion, Peking        |                                                  |
| 12:10 UTC+8 | 12:10 UTC+8      | (1–0, 2–1, 0–1) Summering                                          | (1–0, 2–1, 0–1) Summering | (1–0, 2–1, 0–1) Summering                               | Publik: 873 Domare: Martin Fraňo Kristian Vikman | Publik: 873 Domare: Martin Fraňo Kristian Vikman |
| 12:10 UTC+8 | 12:10 UTC+8      | Lucas Wallmark (09:42) Anton Lander (20:30) Lucas Wallmark (33:39) | Mål                       | (36:07) Renārs Krastenbergs (46:48) Nikolajs Jeļisejevs | Publik: 873 Domare: Martin Fraňo Kristian Vikman | Publik: 873 Domare: Martin Fraňo Kristian Vikman |
| 12:10 UTC+8 | 12:10 UTC+8      |                                                                    |                           |                                                         | Publik: 873 Domare: Martin Fraňo Kristian Vikman | Publik: 873 Domare: Martin Fraňo Kristian Vikman |
| 12:10 UTC+8 | 12:10 UTC+8      |                                                                    |                           |                                                         | Publik: 873 Domare: Martin Fraňo Kristian Vikman | Publik: 873 Domare: Martin Fraňo Kristian Vikman |
| 12:10 UTC+8 | 12:10 UTC+8      |                                                                    |                           |                                                         | Publik: 873 Domare: Martin Fraňo Kristian Vikman | Publik: 873 Domare: Martin Fraňo Kristian Vikman |
| 12:10 UTC+8 | 12:10 UTC+8      |                                                                    |                           |                                                         | Publik: 873 Domare: Martin Fraňo Kristian Vikman | Publik: 873 Domare: Martin Fraňo Kristian Vikman |

|             | 11 februari 2022 | Sverige                                                                                    | 4 – 1                     | Slovakien                 | LeSports Center, Peking                            |                                                    |
| 16:40 UTC+8 | 16:40 UTC+8      | (3–0, 0–0, 1–1) Summering                                                                  | (3–0, 0–0, 1–1) Summering | (3–0, 0–0, 1–1) Summering | Publik: 653 Domare: Evgenii Romasko André Schrader | Publik: 653 Domare: Evgenii Romasko André Schrader |
| 16:40 UTC+8 | 16:40 UTC+8      | Joakim Nordström (11:22) Lucas Wallmark (18:10) Max Friberg (19:55) Carl Klingberg (57:44) | Mål                       | (58:18) Juraj Slafkovský  | Publik: 653 Domare: Evgenii Romasko André Schrader | Publik: 653 Domare: Evgenii Romasko André Schrader |
| 16:40 UTC+8 | 16:40 UTC+8      |                                                                                            |                           |                           | Publik: 653 Domare: Evgenii Romasko André Schrader | Publik: 653 Domare: Evgenii Romasko André Schrader |
| 16:40 UTC+8 | 16:40 UTC+8      |                                                                                            |                           |                           | Publik: 653 Domare: Evgenii Romasko André Schrader | Publik: 653 Domare: Evgenii Romasko André Schrader |
| 16:40 UTC+8 | 16:40 UTC+8      |                                                                                            |                           |                           | Publik: 653 Domare: Evgenii Romasko André Schrader | Publik: 653 Domare: Evgenii Romasko André Schrader |
| 16:40 UTC+8 | 16:40 UTC+8      |                                                                                            |                           |                           | Publik: 653 Domare: Evgenii Romasko André Schrader | Publik: 653 Domare: Evgenii Romasko André Schrader |

|             | 13 februari 2022 | Finland                                                                                       | 0000 4 – 3 (e.fl.)             | Sverige                                                             | Pekings Nationella inomhusstadion, Peking         |                                                   |
| 16:40 UTC+8 | 16:40 UTC+8      | (0–0, 0–3, 3–0, 1–0) Summering                                                                | (0–0, 0–3, 3–0, 1–0) Summering | (0–0, 0–3, 3–0, 1–0) Summering                                      | Publik: 963 Domare: Michael Campbell Roman Gofman | Publik: 963 Domare: Michael Campbell Roman Gofman |
| 16:40 UTC+8 | 16:40 UTC+8      | Teemu Hartikainen (45:34) Iiro Pakarinen (55:30) Iiro Pakarinen (57:11) Harri Pesonen (62:01) | Mål                            | (24:24) Lucas Wallmark (28:39) Lukas Bengtsson (31:36) Anton Lander | Publik: 963 Domare: Michael Campbell Roman Gofman | Publik: 963 Domare: Michael Campbell Roman Gofman |
| 16:40 UTC+8 | 16:40 UTC+8      |                                                                                               |                                |                                                                     | Publik: 963 Domare: Michael Campbell Roman Gofman | Publik: 963 Domare: Michael Campbell Roman Gofman |
| 16:40 UTC+8 | 16:40 UTC+8      |                                                                                               |                                |                                                                     | Publik: 963 Domare: Michael Campbell Roman Gofman | Publik: 963 Domare: Michael Campbell Roman Gofman |
| 16:40 UTC+8 | 16:40 UTC+8      |                                                                                               |                                |                                                                     | Publik: 963 Domare: Michael Campbell Roman Gofman | Publik: 963 Domare: Michael Campbell Roman Gofman |
| 16:40 UTC+8 | 16:40 UTC+8      |                                                                                               |                                |                                                                     | Publik: 963 Domare: Michael Campbell Roman Gofman | Publik: 963 Domare: Michael Campbell Roman Gofman |

Kvartsfinal
|             | 16 februari 2022 | Sverige                                     | 2 – 0     | Kanada    | Pekings Nationella inomhusstadion, Peking            |                                                      |
| 21:30 UTC+8 | 21:30 UTC+8      | Summering                                   | Summering | Summering | Publik: 950 Domare: Andrew Bruggeman Evgenii Romasko | Publik: 950 Domare: Andrew Bruggeman Evgenii Romasko |
| 21:30 UTC+8 | 21:30 UTC+8      | Lucas Wallmark (50:15) Anton Lander (58:10) | Mål       |           | Publik: 950 Domare: Andrew Bruggeman Evgenii Romasko | Publik: 950 Domare: Andrew Bruggeman Evgenii Romasko |
| 21:30 UTC+8 | 21:30 UTC+8      |                                             |           |           | Publik: 950 Domare: Andrew Bruggeman Evgenii Romasko | Publik: 950 Domare: Andrew Bruggeman Evgenii Romasko |
| 21:30 UTC+8 | 21:30 UTC+8      |                                             |           |           | Publik: 950 Domare: Andrew Bruggeman Evgenii Romasko | Publik: 950 Domare: Andrew Bruggeman Evgenii Romasko |
| 21:30 UTC+8 | 21:30 UTC+8      |                                             |           |           | Publik: 950 Domare: Andrew Bruggeman Evgenii Romasko | Publik: 950 Domare: Andrew Bruggeman Evgenii Romasko |
| 21:30 UTC+8 | 21:30 UTC+8      |                                             |           |           | Publik: 950 Domare: Andrew Bruggeman Evgenii Romasko | Publik: 950 Domare: Andrew Bruggeman Evgenii Romasko |

Semifinal
|             | 18 februari 2022 | ROC | 0000 2 – 1 (e.str.) | Sverige | Pekings Nationella inomhusstadion, Peking           |                                                     |
| 21:10 UTC+8 | 21:10 UTC+8      | Summering | Summering           | Summering | Publik: 1 161 Domare: Andrew Bruggeman Oliver Gouin | Publik: 1 161 Domare: Andrew Bruggeman Oliver Gouin |
| 21:10 UTC+8 | 21:10 UTC+8      | Anton Slepysjev (20:15) | Mål                 | (46:22) Anton Lander | Publik: 1 161 Domare: Andrew Bruggeman Oliver Gouin | Publik: 1 161 Domare: Andrew Bruggeman Oliver Gouin |
| 21:10 UTC+8 | 21:10 UTC+8      | |                     | | Publik: 1 161 Domare: Andrew Bruggeman Oliver Gouin | Publik: 1 161 Domare: Andrew Bruggeman Oliver Gouin |
| 21:10 UTC+8 | 21:10 UTC+8      | |                     | | Publik: 1 161 Domare: Andrew Bruggeman Oliver Gouin | Publik: 1 161 Domare: Andrew Bruggeman Oliver Gouin |
| 21:10 UTC+8 | 21:10 UTC+8      | |                     | | Publik: 1 161 Domare: Andrew Bruggeman Oliver Gouin | Publik: 1 161 Domare: Andrew Bruggeman Oliver Gouin |
| 21:10 UTC+8 | 21:10 UTC+8      | Anton Slepysjev · Michail Grigorenko · Nikita Gusev · Vladimir Tkatjov · Jegor Jakovlev · Nikita Gusev · Nikita Gusev · Arseni Gritsyuk | Straffar            | Carl Klingberg · Lucas Wallmark · Joakim Nordström · Henrik Tömmernes · Anton Lander · Carl Klingberg · Lucas Wallmark · Max Friberg | Publik: 1 161 Domare: Andrew Bruggeman Oliver Gouin | Publik: 1 161 Domare: Andrew Bruggeman Oliver Gouin |

Bronsmatch
|             | 19 februari 2022 | Sverige   | 0 – 4     | Slovakien                                                                                    | Pekings Nationella inomhusstadion, Peking          |                                                    |
| 21:10 UTC+8 | 21:10 UTC+8      | Summering | Summering | Summering                                                                                    | Publik: 1 229 Domare: Oliver Gouin Evgenii Romasko | Publik: 1 229 Domare: Oliver Gouin Evgenii Romasko |
| 21:10 UTC+8 | 21:10 UTC+8      |           | Mål       | (23:17) Juraj Slafkovský (32:47) Samuel Takáč (58:26) Juraj Slafkovský (58:46) Pavol Regenda | Publik: 1 229 Domare: Oliver Gouin Evgenii Romasko | Publik: 1 229 Domare: Oliver Gouin Evgenii Romasko |
| 21:10 UTC+8 | 21:10 UTC+8      |           |           |                                                                                              | Publik: 1 229 Domare: Oliver Gouin Evgenii Romasko | Publik: 1 229 Domare: Oliver Gouin Evgenii Romasko |
| 21:10 UTC+8 | 21:10 UTC+8      |           |           |                                                                                              | Publik: 1 229 Domare: Oliver Gouin Evgenii Romasko | Publik: 1 229 Domare: Oliver Gouin Evgenii Romasko |
| 21:10 UTC+8 | 21:10 UTC+8      |           |           |                                                                                              | Publik: 1 229 Domare: Oliver Gouin Evgenii Romasko | Publik: 1 229 Domare: Oliver Gouin Evgenii Romasko |
| 21:10 UTC+8 | 21:10 UTC+8      |           |           |                                                                                              | Publik: 1 229 Domare: Oliver Gouin Evgenii Romasko | Publik: 1 229 Domare: Oliver Gouin Evgenii Romasko |

### Damernas turnering
Sveriges damlandslag i ishockey kvalificerade sig för OS efter att de vunnit kvalturneringen.
Spelartrupp
Den 19 januari 2021 presenterades den svenska truppen på 23 spelare. Innan avresan till Peking testade Emmy Alasalmi, Sara Grahn, Linnea Hedin och Hanna Olsson positivt för covid-19 och ersattes i truppen av Linnéa Andersson, Paula Bergström, Linn Peterson och Agnes Åker.
Tränare: Ulf Lundberg
| Nr | Position | Namn                       | Längd  | Vikt  | Födelsedatum              | Lag                       |
| -- | -------- | -------------------------- | ------ | ----- | ------------------------- | ------------------------- |
| 1  | MV       | Agnes Åker                 | 170 cm | 61 kg | 22 juli 1997 (24 år)      | AIK                       |
| 3  | B        | Anna Kjellbin              | 170 cm | 63 kg | 16 mars 1994 (27 år)      | Luleå HF/MSSK             |
| 4  | B        | Linnéa Andersson           | 171 cm | 61 kg | 30 september 1998 (23 år) | HV71                      |
| 5  | B        | Johanna Fällman            | 173 cm | 72 kg | 21 juni 1990 (31 år)      | Luleå HF/MSSK             |
| 8  | B        | Ebba Berglund              | 160 cm | 65 kg | 13 juni 1998 (23 år)      | HV71                      |
| 9  | B        | Jessica Adolfsson          | 176 cm | 74 kg | 15 juli 1998 (23 år)      | Linköping HC              |
| 10 | B        | Mina Waxin                 | 165 cm | 63 kg | 29 april 2001 (20 år)     | Brynäs IF                 |
| 11 | F        | Josefin Bouveng            | 173 cm | 66 kg | 15 maj 2001 (20 år)       | Brynäs IF                 |
| 12 | B        | Maja Nylén Persson         | 162 cm | 66 kg | 20 november 2000 (21 år)  | Brynäs IF                 |
| 13 | F        | Emma Murén                 | 166 cm | 65 kg | 17 januari 1998 (24 år)   | Brynäs IF                 |
| 15 | F        | Lisa Johansson             | 161 cm | 59 kg | 11 april 1992 (29 år)     | AIK                       |
| 16 | F        | Linnea Johansson           | 171 cm | 65 kg | 5 april 2002 (19 år)      | Linköping HC              |
| 17 | F        | Sofie Lundin               | 164 cm | 63 kg | 15 februari 2000 (21 år)  | Djurgårdens IF            |
| 19 | F        | Sara Hjalmarsson           | 176 cm | 72 kg | 8 februari 1998 (23 år)   | Providence Friars         |
| 20 | B        | Paula Bergström            | 172 cm |       | 26 januari 1999 (23 år)   | Modo Hockey               |
| 22 | F        | Linn Peterson              | 174 cm | 75 kg | 8 januari 1994 (28 år)    | Luleå HF/MSSK             |
| 24 | F        | Felizia Wikner-Zienkiewicz | 165 cm | 52 kg | 17 september 1999 (22 år) | HV71                      |
| 25 | F        | Lina Ljungblom             | 167 cm | 79 kg | 15 oktober 2001 (20 år)   | Modo Hockey               |
| 27 | F        | Emma Nordin                | 168 cm | 74 kg | 22 mars 1991 (30 år)      | Luleå HF/MSSK             |
| 28 | F        | Michelle Löwenhielm        | 172 cm | 66 kg | 22 mars 1995 (26 år)      | SDE Hockey                |
| 29 | F        | Olivia Carlsson            | 174 cm | 73 kg | 2 mars 1995 (26 år)       | Modo Hockey               |
| 30 | MV       | Emma Söderberg             | 171 cm | 69 kg | 18 februari 1998 (23 år)  | Minnesota Duluth Bulldogs |
| 35 | MV       | Ida Boman                  | 167 cm | 61 kg | 1 april 2003 (18 år)      | Djurgårdens IF            |

Gruppspel
| Pos | Lag      | S | V | ÖV | ÖF | F | GM | IM | MS | P | Kvalificering |
| --- | -------- | - | - | -- | -- | - | -- | -- | -- | - | ------------- |
| 1   | Japan    | 4 | 2 | 1  | 1  | 0 | 13 | 7  | +6 | 9 | Kvartsfinal   |
| 2   | Tjeckien | 4 | 2 | 0  | 1  | 1 | 10 | 8  | +2 | 7 | Kvartsfinal   |
| 3   | Sverige  | 4 | 2 | 0  | 0  | 2 | 7  | 8  | −1 | 6 | Kvartsfinal   |
| 4   | Kina (H) | 4 | 1 | 1  | 0  | 2 | 7  | 7  | 0  | 5 | Utslagen      |
| 5   | Danmark  | 4 | 1 | 0  | 0  | 3 | 7  | 14 | −7 | 3 | Utslagen      |

|             | 3 februari 2022 | Sverige                    | 1 – 3                     | Japan                                                          | LeSports Center, Peking                              |                                                      |
| 16:40 UTC+8 | 16:40 UTC+8     | (0–1, 1–0, 0–2) Summering  | (0–1, 1–0, 0–2) Summering | (0–1, 1–0, 0–2) Summering                                      | Publik: 482 Domare: Cianna Lieffers Elizabeth Mantha | Publik: 482 Domare: Cianna Lieffers Elizabeth Mantha |
| 16:40 UTC+8 | 16:40 UTC+8     | Maja Nylén Persson (20:30) | Mål                       | (19:13) Shiori Koike (44:03) Rui Ukita (58:59) Haruna Yoneyama | Publik: 482 Domare: Cianna Lieffers Elizabeth Mantha | Publik: 482 Domare: Cianna Lieffers Elizabeth Mantha |
| 16:40 UTC+8 | 16:40 UTC+8     |                            |                           |                                                                | Publik: 482 Domare: Cianna Lieffers Elizabeth Mantha | Publik: 482 Domare: Cianna Lieffers Elizabeth Mantha |
| 16:40 UTC+8 | 16:40 UTC+8     |                            |                           |                                                                | Publik: 482 Domare: Cianna Lieffers Elizabeth Mantha | Publik: 482 Domare: Cianna Lieffers Elizabeth Mantha |
| 16:40 UTC+8 | 16:40 UTC+8     |                            |                           |                                                                | Publik: 482 Domare: Cianna Lieffers Elizabeth Mantha | Publik: 482 Domare: Cianna Lieffers Elizabeth Mantha |
| 16:40 UTC+8 | 16:40 UTC+8     |                            |                           |                                                                | Publik: 482 Domare: Cianna Lieffers Elizabeth Mantha | Publik: 482 Domare: Cianna Lieffers Elizabeth Mantha |

|             | 5 februari 2022 | Tjeckien                                                                | 3 – 1                     | Sverige                   | Pekings Nationella inomhusstadion, Peking            |                                                      |
| 16:40 UTC+8 | 16:40 UTC+8     | (1–0, 1–1, 1–0) Summering                                               | (1–0, 1–1, 1–0) Summering | (1–0, 1–1, 1–0) Summering | Publik: 438 Domare: Cianna Lieffers Elizabeth Mantha | Publik: 438 Domare: Cianna Lieffers Elizabeth Mantha |
| 16:40 UTC+8 | 16:40 UTC+8     | Tereza Vanišová (18:23) Klára Hymlarová (33:56) Tereza Vanišová (54:03) | Mål                       | (39:16) Emma Murén        | Publik: 438 Domare: Cianna Lieffers Elizabeth Mantha | Publik: 438 Domare: Cianna Lieffers Elizabeth Mantha |
| 16:40 UTC+8 | 16:40 UTC+8     |                                                                         |                           |                           | Publik: 438 Domare: Cianna Lieffers Elizabeth Mantha | Publik: 438 Domare: Cianna Lieffers Elizabeth Mantha |
| 16:40 UTC+8 | 16:40 UTC+8     |                                                                         |                           |                           | Publik: 438 Domare: Cianna Lieffers Elizabeth Mantha | Publik: 438 Domare: Cianna Lieffers Elizabeth Mantha |
| 16:40 UTC+8 | 16:40 UTC+8     |                                                                         |                           |                           | Publik: 438 Domare: Cianna Lieffers Elizabeth Mantha | Publik: 438 Domare: Cianna Lieffers Elizabeth Mantha |
| 16:40 UTC+8 | 16:40 UTC+8     |                                                                         |                           |                           | Publik: 438 Domare: Cianna Lieffers Elizabeth Mantha | Publik: 438 Domare: Cianna Lieffers Elizabeth Mantha |

|             | 7 februari 2022 | Kina                      | 1 – 2                     | Sverige                                                    | LeSports Center, Peking                        |                                                |
| 21:10 UTC+8 | 21:10 UTC+8     | (1–0, 0–2, 0–0) Summering | (1–0, 0–2, 0–0) Summering | (1–0, 0–2, 0–0) Summering                                  | Publik: 588 Domare: Anniina Nurmi Anna Wiegand | Publik: 588 Domare: Anniina Nurmi Anna Wiegand |
| 21:10 UTC+8 | 21:10 UTC+8     | Kassy Betinol (05:16)     | Mål                       | (25:14) Felizia Wikner-Zienkiewicz (26:39) Josefin Bouveng | Publik: 588 Domare: Anniina Nurmi Anna Wiegand | Publik: 588 Domare: Anniina Nurmi Anna Wiegand |
| 21:10 UTC+8 | 21:10 UTC+8     |                           |                           |                                                            | Publik: 588 Domare: Anniina Nurmi Anna Wiegand | Publik: 588 Domare: Anniina Nurmi Anna Wiegand |
| 21:10 UTC+8 | 21:10 UTC+8     |                           |                           |                                                            | Publik: 588 Domare: Anniina Nurmi Anna Wiegand | Publik: 588 Domare: Anniina Nurmi Anna Wiegand |
| 21:10 UTC+8 | 21:10 UTC+8     |                           |                           |                                                            | Publik: 588 Domare: Anniina Nurmi Anna Wiegand | Publik: 588 Domare: Anniina Nurmi Anna Wiegand |
| 21:10 UTC+8 | 21:10 UTC+8     |                           |                           |                                                            | Publik: 588 Domare: Anniina Nurmi Anna Wiegand | Publik: 588 Domare: Anniina Nurmi Anna Wiegand |

|             | 8 februari 2022 | Sverige                                                          | 3 – 1                     | Danmark                   | LeSports Center, Peking                         |                                                 |
| 21:10 UTC+8 | 21:10 UTC+8     | (1–0, 1–1, 1–0) Summering                                        | (1–0, 1–1, 1–0) Summering | (1–0, 1–1, 1–0) Summering | Publik: 696 Domare: Anniina Nurmi Chelsea Rapin | Publik: 696 Domare: Anniina Nurmi Chelsea Rapin |
| 21:10 UTC+8 | 21:10 UTC+8     | Emma Nordin (04:00) Lisa Johansson (36:00) Ebba Berglund (59:43) | Mål                       | (34:04) Julie Oksbjerg    | Publik: 696 Domare: Anniina Nurmi Chelsea Rapin | Publik: 696 Domare: Anniina Nurmi Chelsea Rapin |
| 21:10 UTC+8 | 21:10 UTC+8     |                                                                  |                           |                           | Publik: 696 Domare: Anniina Nurmi Chelsea Rapin | Publik: 696 Domare: Anniina Nurmi Chelsea Rapin |
| 21:10 UTC+8 | 21:10 UTC+8     |                                                                  |                           |                           | Publik: 696 Domare: Anniina Nurmi Chelsea Rapin | Publik: 696 Domare: Anniina Nurmi Chelsea Rapin |
| 21:10 UTC+8 | 21:10 UTC+8     |                                                                  |                           |                           | Publik: 696 Domare: Anniina Nurmi Chelsea Rapin | Publik: 696 Domare: Anniina Nurmi Chelsea Rapin |
| 21:10 UTC+8 | 21:10 UTC+8     |                                                                  |                           |                           | Publik: 696 Domare: Anniina Nurmi Chelsea Rapin | Publik: 696 Domare: Anniina Nurmi Chelsea Rapin |

Kvartsfinal
|             | 11 februari 2022 | Kanada | 11 – 0                    | Sverige                   | LeSports Center, Peking                          |                                                  |
| 21:10 UTC+8 | 21:10 UTC+8      | (4–0, 5–0, 2–0) Summering | (4–0, 5–0, 2–0) Summering | (4–0, 5–0, 2–0) Summering | Publik: 669 Domare: Daria Abrosimova Lacey Senuk | Publik: 669 Domare: Daria Abrosimova Lacey Senuk |
| 21:10 UTC+8 | 21:10 UTC+8      | Brianne Jenner (03:05) Sarah Fillier (17:05) Sarah Fillier (17:41) Jamie Lee Rattray (19:35) Natalie Spooner (23:16) Erin Ambrose (25:15) Blayre Turnbull (26:56) Brianne Jenner (28:13) Emily Clark (29:09) Brianne Jenner (50:55) Sarah Fillier (52:06) | Mål                       |                           | Publik: 669 Domare: Daria Abrosimova Lacey Senuk | Publik: 669 Domare: Daria Abrosimova Lacey Senuk |
| 21:10 UTC+8 | 21:10 UTC+8      | |                           |                           | Publik: 669 Domare: Daria Abrosimova Lacey Senuk | Publik: 669 Domare: Daria Abrosimova Lacey Senuk |
| 21:10 UTC+8 | 21:10 UTC+8      | |                           |                           | Publik: 669 Domare: Daria Abrosimova Lacey Senuk | Publik: 669 Domare: Daria Abrosimova Lacey Senuk |
| 21:10 UTC+8 | 21:10 UTC+8      | |                           |                           | Publik: 669 Domare: Daria Abrosimova Lacey Senuk | Publik: 669 Domare: Daria Abrosimova Lacey Senuk |
| 21:10 UTC+8 | 21:10 UTC+8      | |                           |                           | Publik: 669 Domare: Daria Abrosimova Lacey Senuk | Publik: 669 Domare: Daria Abrosimova Lacey Senuk |

## Konståkning
Sverige hade kvalificerat en manlig och en kvinnlig konståkare utifrån deras placeringar vid Världsmästerskapen i konståkning 2021 i Stockholm, Sverige. Nikolaj Majorov och Josefin Taljegård blev uttagna i januari 2022.
| Idrottare         | Gren                   | Kortprogram | Kortprogram | Friåkningsprogram | Friåkningsprogram | Totalt           | Totalt    |
| Idrottare         | Gren                   | Poäng       | Placering   | Poäng             | Placering         | Poäng            | Placering |
| ----------------- | ---------------------- | ----------- | ----------- | ----------------- | ----------------- | ---------------- | --------- |
| Nikolaj Majorov   | Herrarnas singelåkning | 78,54       | 20 Q        | 142,24            | 21                | 220,78           | 21        |
| Josefin Taljegård | Damernas singelåkning  | 54,51       | 26          | Gick inte vidare  | Gick inte vidare  | Gick inte vidare | 26        |

## Längdskidåkning
Sverige hade kvalificerat 16 idrottare (8 herrar och 8 damer) i längdskidåkningen samt fyra stafettlag. Följande idrottare blev uttagna av Sveriges Olympiska Kommitté:
- Herrar: Jens Burman, Marcus Grate, Calle Halfvarsson, Johan Häggström, Leo Johansson, Anton Persson, William Poromaa och Oskar Svensson.
- Damer: Ebba Andersson, Maja Dahlqvist, Anna Dyvik, Charlotte Kalla, Frida Karlsson, Moa Ilar, Emma Ribom och Jonna Sundling.

### Distans
Herrar
| Idrottare                                                  | Gren                | Klassisk stil | Klassisk stil | Fristil | Fristil   | Totalt    | Totalt  | Totalt    |
| Idrottare                                                  | Gren                | Tid           | Placering     | Tid     | Placering | Tid       | Diff.   | Placering |
| ---------------------------------------------------------- | ------------------- | ------------- | ------------- | ------- | --------- | --------- | ------- | --------- |
| Jens Burman                                                | 15 km klassisk stil | i.u.          | i.u.          | i.u.    | i.u.      | 39.26,8   | +1.32,0 | 8         |
| Jens Burman                                                | 30 km skiathlon     | 41.20,0       | 23            | 39.50,4 | 25        | 1:21.43,3 | +5.33,5 | 24        |
| Jens Burman                                                | 50 km fristil       | i.u.          | i.u.          | i.u.    | i.u.      | 1:14.22,3 | +2.49,6 | 16        |
| Calle Halfvarsson                                          | 15 km klassisk stil | i.u.          | i.u.          | i.u.    | i.u.      | 40.46,8   | +2.52,0 | 26        |
| Calle Halfvarsson                                          | 30 km skiathlon     | 41.18,8       | 21            | 41.03,0 | =34       | 1:22.56,3 | +6.46,5 | 30        |
| Calle Halfvarsson                                          | 50 km fristil       | i.u.          | i.u.          | i.u.    | i.u.      | 1:16.47,6 | +5.14,9 | 38        |
| Johan Häggström                                            | 15 km klassisk stil | i.u.          | i.u.          | i.u.    | i.u.      | 40.30,9   | +2.36,1 | 21        |
| Leo Johansson                                              | 30 km skiathlon     | 43.21,9       | 46            | 41.03,0 | =34       | 1:24.59,6 | +8.49,8 | 37        |
| Leo Johansson                                              | 50 km fristil       | i.u.          | i.u.          | i.u.    | i.u.      | 1:17.16,5 | +5.43,8 | 39        |
| William Poromaa                                            | 15 km klassisk stil | i.u.          | i.u.          | i.u.    | i.u.      | 39.42,5   | +1.47,7 | 10        |
| William Poromaa                                            | 30 km skiathlon     | 40.13,9       | 8             | 38.18,3 | 3         | 1:19.03,7 | +2.53,9 | 6         |
| William Poromaa                                            | 50 km fristil       | i.u.          | i.u.          | i.u.    | i.u.      | 1:12.29,1 | +56,4   | 9         |
| Oskar Svensson William Poromaa Jens Burman Johan Häggström | 4 × 10 km stafett   | i.u.          | i.u.          | i.u.    | i.u.      | 1:57.00,4 | +2.09,7 | 4         |

Damer
| Idrottare                                                   | Gren                | Klassisk stil | Klassisk stil | Fristil | Fristil   | Totalt    | Totalt  | Totalt    |
| Idrottare                                                   | Gren                | Tid           | Placering     | Tid     | Placering | Tid       | Diff.   | Placering |
| ----------------------------------------------------------- | ------------------- | ------------- | ------------- | ------- | --------- | --------- | ------- | --------- |
| Ebba Andersson                                              | 10 km klassisk stil | i.u.          | i.u.          | i.u.    | i.u.      | 28.57,2   | +50,9   | 6         |
| Ebba Andersson                                              | 15 km skiathlon     | 22.40,5       | 6             | 22.24,3 | 11        | 45.41,3   | +1.27,6 | 10        |
| Ebba Andersson                                              | 30 km fristil       | i.u.          | i.u.          | i.u.    | i.u.      | 1:27.35,5 | +2.41,5 | 8         |
| Charlotte Kalla                                             | 10 km klassisk stil | i.u.          | i.u.          | i.u.    | i.u.      | 30.07,6   | +2.01,3 | 20        |
| Charlotte Kalla                                             | 15 km skiathlon     | 24.21,9       | 23            | 22.52,7 | 17        | 47.53,8   | +3.40,1 | 19        |
| Charlotte Kalla                                             | 30 km fristil       | i.u.          | i.u.          | i.u.    | i.u.      | 1:34.45,4 | +9.51,4 | 35        |
| Frida Karlsson                                              | 10 km klassisk stil | i.u.          | i.u.          | i.u.    | i.u.      | 29.28,0   | +1.21,7 | 12        |
| Frida Karlsson                                              | 15 km skiathlon     | 22.32,4       | 3             | 21.47,2 | 8         | 44.56,2   | +42,5   | 5         |
| Moa Ilar                                                    | 15 km skiathlon     | 25.05,0       | 39            | 24.31,2 | 49        | 50.12,8   | +5.59,1 | 45        |
| Emma Ribom                                                  | 10 km klassisk stil | i.u.          | i.u.          | i.u.    | i.u.      | 30.05,8   | +1.59,5 | 19        |
| Emma Ribom                                                  | 30 km fristil       | i.u.          | i.u.          | i.u.    | i.u.      | 1:32.27,8 | +7.33,8 | 29        |
| Jonna Sundling                                              | 30 km fristil       | i.u.          | i.u.          | i.u.    | i.u.      | 1:27.29,4 | +2.35,4 | 4         |
| Maja Dahlqvist Ebba Andersson Frida Karlsson Jonna Sundling | 4 × 5 km stafett    | i.u.          | i.u.          | i.u.    | i.u.      | 54.01,7   | +20,7   | 3         |

### Sprint
Herrar
| Idrottare                      | Gren          | Kval    | Kval      | Kvartsfinal | Kvartsfinal | Semifinal        | Semifinal        | Final            | Final     |
| Idrottare                      | Gren          | Tid     | Placering | Tid         | Placering   | Tid              | Placering        | Tid              | Placering |
| ------------------------------ | ------------- | ------- | --------- | ----------- | ----------- | ---------------- | ---------------- | ---------------- | --------- |
| Marcus Grate                   | Sprint        | 2.52,14 | 18 Q      | 2.53,71     | 3           | Gick inte vidare | Gick inte vidare | Gick inte vidare | 16        |
| Johan Häggström                | Sprint        | 2.50,61 | 8 Q       | 2.58,01     | 3           | Gick inte vidare | Gick inte vidare | Gick inte vidare | 13        |
| Anton Persson                  | Sprint        | 2.53,71 | 27 Q      | 2.53,35     | 5           | Gick inte vidare | Gick inte vidare | Gick inte vidare | 24        |
| Oskar Svensson                 | Sprint        | 2.52,07 | 17 Q      | 2.52,26     | 3 q         | 2.51,22          | 3 q              | 3.04,23          | 6         |
| William Poromaa Oskar Svensson | Sprintstafett | i.u.    | i.u.      | i.u.        | i.u.        | 20.07,57         | 2 Q              | 19.38,05         | 4         |

Damer
| Idrottare                     | Gren          | Kval    | Kval      | Kvartsfinal | Kvartsfinal | Semifinal        | Semifinal        | Final            | Final     |
| Idrottare                     | Gren          | Tid     | Placering | Tid         | Placering   | Tid              | Placering        | Tid              | Placering |
| ----------------------------- | ------------- | ------- | --------- | ----------- | ----------- | ---------------- | ---------------- | ---------------- | --------- |
| Maja Dahlqvist                | Sprint        | 3.18,05 | 6 Q       | 3.21,03     | 1 Q         | 3.12,94          | 3 q              | 3.12,56          | 2         |
| Anna Dyvik                    | Sprint        | 3.19,15 | 9 Q       | 3.19,00     | 4           | Gick inte vidare | Gick inte vidare | Gick inte vidare | 17        |
| Emma Ribom                    | Sprint        | 3.19,99 | 11 Q      | 3.18,44     | 2 Q         | 3.15,22          | 1 Q              | 3.20,79          | 6         |
| Jonna Sundling                | Sprint        | 3.09,03 | 1 Q       | 3.15,48     | 1 Q         | 3.11,94          | 1 Q              | 3.09,68          | 1         |
| Maja Dahlqvist Jonna Sundling | Sprintstafett | i.u.    | i.u.      | i.u.        | i.u.        | 23.01,40         | 3 Q              | 22.10,02         | 2         |

Johanna Hagström var reserv på hemmaplan till damernas sprint. Linn Svahn var ursprungligen uttagen men utgick på grund av skada.

## Rodel
Sweden hade kvalificerat sig för en plats i herrarnas rodel och en plats i damernas. Sveriges Olympiska Kommitté tog ut syskonen Svante Kohala och Tove Kohala.
| Idrottare     | Gren             | Åk 1   | Åk 1      | Åk 2   | Åk 2      | Åk 3   | Åk 3      | Åk 4     | Åk 4      | Totalt   | Totalt    |
| Idrottare     | Gren             | Tid    | Placering | Tid    | Placering | Tid    | Placering | Tid      | Placering | Tid      | Placering |
| ------------- | ---------------- | ------ | --------- | ------ | --------- | ------ | --------- | -------- | --------- | -------- | --------- |
| Svante Kohala | Herrarnas singel | 58,517 | 21        | 58,779 | 20        | 58,368 | 18 Q      | 58,333   | 19        | 3.53,997 | 20        |
| Tove Kohala   | Damernas singel  | 59,533 | 20        | 59,776 | 21        | 59,333 | 23 Q      | 1.02,431 | 20        | 4.01,073 | 20        |

## Skidskytte
Sverige hade kvalificerat sig för fem platser i herrarnas skidskytte och sex platser i damernas. Sveriges Olympiska Kommitté använde alla platserna och tog ut Mona Brorsson, Peppe Femling, Anna Magnusson, Jesper Nelin, Stina Nilsson, Linn Persson, Martin Ponsiluoma, Sebastian Samuelsson, Malte Stefansson, Elvira Öberg och Hanna Öberg.
Herrar
| Idrottare                                                         | Gren      | Tid       | Missar         | Placering |
| ----------------------------------------------------------------- | --------- | --------- | -------------- | --------- |
| Peppe Femling                                                     | 20 km     | 53.43,6   | 2 (1+0+0+1)    | 40        |
| Peppe Femling                                                     | Sprint    | 26.58,5   | 3 (2+1)        | 64        |
| Jesper Nelin                                                      | 20 km     | 55.49,7   | 5 (0+2+0+3)    | 64        |
| Jesper Nelin                                                      | Sprint    | 26.43,6   | 4 (3+1)        | 55        |
| Jesper Nelin                                                      | Jaktstart | 44.02,3   | 4 (1+0+1+2)    | 31        |
| Martin Ponsiluoma                                                 | 20 km     | 51.16,8   | 3 (2+0+0+1)    | 12        |
| Martin Ponsiluoma                                                 | Sprint    | 24.54,1   | 2 (0+2)        | 6         |
| Martin Ponsiluoma                                                 | Jaktstart | 42.27,0   | 9 (2+3+4+0)    | 11        |
| Martin Ponsiluoma                                                 | Masstart  | 38.54,7   | 2 (1+0+0+1)    | 2         |
| Sebastian Samuelsson                                              | 20 km     | 52.51,7   | 3 (1+1+1+0)    | 30        |
| Sebastian Samuelsson                                              | Sprint    | 24.52,4   | 1 (1+0)        | 5         |
| Sebastian Samuelsson                                              | Jaktstart | 42.10,2   | 5 (1+2+2+0)    | 8         |
| Sebastian Samuelsson                                              | Masstart  | 41.01,0   | 4 (0+0+1+3)    | 11        |
| Peppe Femling Jesper Nelin Martin Ponsiluoma Sebastian Samuelsson | Stafett   | 1:21.39,6 | 1+13 (1+7 0+6) | 5         |

Damer
| Idrottare                                           | Gren      | Tid       | Missar        | Placering |
| --------------------------------------------------- | --------- | --------- | ------------- | --------- |
| Mona Brorsson                                       | 15 km     | 45.43,1   | 1 (1+0+0+0)   | 12        |
| Mona Brorsson                                       | Masstart  | 43.37,4   | 6 (2+1+2+1)   | 21        |
| Anna Magnusson                                      | Sprint    | 21.50,2   | 0 (0+0)       | 7         |
| Anna Magnusson                                      | Jaktstart | 40.59,9   | 6 (1+3+0+2)   | 46        |
| Linn Persson                                        | 15 km     | 46.22,3   | 2 (0+0+1+1)   | 15        |
| Linn Persson                                        | Sprint    | 21.50,2   | 1 (0+1)       | 12        |
| Linn Persson                                        | Jaktstart | 36.54,1   | 2 (0+0+1+1)   | 5         |
| Linn Persson                                        | Masstart  | 43.46,6   | 8 (0+2+3+3)   | 24        |
| Elvira Öberg                                        | 15 km     | 45.55,2   | 3 (0+1+2+0)   | 13        |
| Elvira Öberg                                        | Sprint    | 21.15,2   | 0 (0+0)       | 2         |
| Elvira Öberg                                        | Jaktstart | 36.23,4   | 3 (0+1+2+0)   | 2         |
| Elvira Öberg                                        | Masstart  | 41.55,7   | 4 (1+0+0+3)   | 9         |
| Hanna Öberg                                         | 15 km     | 46.35,8   | 3 (0+2+0+1)   | 16        |
| Hanna Öberg                                         | Sprint    | 22.19,1   | 3 (1+2)       | 19        |
| Hanna Öberg                                         | Jaktstart | 38.11,3   | 6 (1+0+3+2)   | 18        |
| Hanna Öberg                                         | Masstart  | 44.03,2   | 7 (0+3+1+3)   | 25        |
| Linn Persson Mona Brorsson Hanna Öberg Elvira Öberg | Stafett   | 1:11.03,9 | 0+6 (0+1 0+5) | 1         |

Mix
| Idrottare                                                       | Gren    | Tid       | Missar         | Placering |
| --------------------------------------------------------------- | ------- | --------- | -------------- | --------- |
| Hanna Öberg Elvira Öberg Martin Ponsiluoma Sebastian Samuelsson | Stafett | 1:07.26,6 | 0+13 (0+7 0+6) | 4         |

## Snowboard
Sverige hade kvalificerat två idrottare i big air och slopestyle. Sveriges Olympiska Kommitté tog ut Niklas Mattsson och Sven Thorgren.
Freestyle
| Idrottare       | Gren                 | Kval  | Kval  | Kval  | Kval     | Kval      | Final            | Final            | Final            | Final            | Final            |
| Idrottare       | Gren                 | Åk 1  | Åk 2  | Åk 3  | Resultat | Placering | Åk 1             | Åk 2             | Åk 3             | Resultat         | Placering        |
| --------------- | -------------------- | ----- | ----- | ----- | -------- | --------- | ---------------- | ---------------- | ---------------- | ---------------- | ---------------- |
| Niklas Mattsson | Herrarnas big air    | 18,50 | 80,75 | 21,75 | 102,50   | 20        | Gick inte vidare | Gick inte vidare | Gick inte vidare | Gick inte vidare | Gick inte vidare |
| Niklas Mattsson | Herrarnas slopestyle | 24,18 | 20,55 | i.u.  | 24,18    | 30        | Gick inte vidare | Gick inte vidare | Gick inte vidare | Gick inte vidare | Gick inte vidare |
| Sven Thorgren   | Herrarnas big air    | 80,75 | 70,25 | 33,75 | 151,00   | 7 Q       | 25,25            | 67,00            | 21,50            | 88,50            | 11               |
| Sven Thorgren   | Herrarnas slopestyle | 40,73 | 34,71 | i.u.  | 40,73    | 24        | Gick inte vidare | Gick inte vidare | Gick inte vidare | Gick inte vidare | Gick inte vidare |